# Central Gardens, Texas
Central Gardens là một nơi ấn định cho điều tra dân số (CDP) thuộc quận Jefferson, tiểu bang Texas, Hoa Kỳ. Năm 2010, dân số của nơi này là 4347 người.

## Dân số
- Dân số năm 2000: 4106 người.
- Dân số năm 2010: 4347 người.